# Stasiun Peluncuran Roket

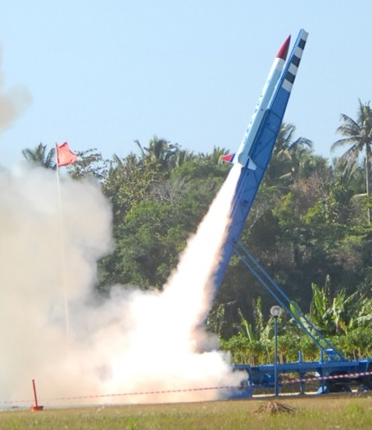

La Stasiun Peluncuran Roket (littéralement « Station de lancement de fusée » en indonésien) ou « base de lancement du LAPAN » est une base de lancement de fusées-sondes de l'Institut national de l'aéronautique et de l'espace (le LAPAN). Elle est située à proximité de Pameungpeuk (en), dans la province de Java occidental, en Indonésie et a été principalement utilisée pour lancer des engins de type RX-250-LPN (en).

## Historique
Le site, dont la construction a commencé en 1963, est le fruit d'une coopération entre l’Indonésie et le Japon. Conçue par Hideo Itokawa elle est initialement destinée à l'étude la haute atmosphère avec des fusées-sondes japonaises Kappa-8,. Le premier tir a lieu le 7 août 1965. Il est suivi de deux autres tirs en l'espace de dix jours.
Par la suite le site est essentiellement utilisé pour le lancement des huit fusées-sondes de conception indonésienne RX-250-LPN (en) (entre 1987 et 2007) : des fusées de 5,30 m de haut atteignant des altitudes de 70 km en moyenne, 100 km au maximum. Les deux premiers tirs sont des missions de mise au point du lanceur, les deux suivants des missions d'aéronomie (comme pour les fusées Kappa) puis deux concernent l'étude de la ionosphère. Il est à noter que ces quatre tirs ont eu lieu sur deux jours. Enfin les deux derniers étaient des missions d'essai.
Le site a par la suite servi aux lancements, en 2008 et 2009, de trois autres fusées de la famille de fusée RX (en) : deux fusées RX-320 puis une fusée RX-420.

## Liste des lancements de fusées-sondes
Entre 1965 et 2009 ce sont donc un total de quatorze tirs qui ont été effectués depuis le site.
| Date              | Type de fusée | Type de Mission       | Apogée | Notes                                            |
| 7 août 1965       | Kappa-8       | Aéronomie             | 191 km |                                                  |
| 11 août 1965      | Kappa-8       | Aéronomie, Ionosphère | 100 km |                                                  |
| 17 août 1965      | Kappa-8       | Aéronomie             | 70 km  |                                                  |
| 1987              | RX-250-LPN    | Essai                 | 70 km  |                                                  |
| 1985              | RX-250-LPN    | Essai                 | 70 km  |                                                  |
| 29 septembre 2004 | RX-250-LPN    | Aéronomie             | 70 km  |                                                  |
| 29 septembre 2004 | RX-250-LPN    | Aéronomie             | 70 km  |                                                  |
| 29 septembre 2004 | RX-250-LPN    | Ionosphère            | 100 km |                                                  |
| 30 septembre 2004 | RX-250-LPN    | Ionosphère            | 100 km |                                                  |
| 1er juillet 2005  | RX-250-LPN    | Essai                 | 70 km  |                                                  |
| 19 juin 2007      | RX-250-LPN    |                       | 50 km  |                                                  |
| 18 mai 2008       | RX-320        | Aéronomie             | 42 km  |                                                  |
| 2 juillet 2008    | RX-320        | Essai                 | 40 km  |                                                  |
| 2 juillet 2009    | RX-420        | Essai                 | 53 km  | Premier tir d'une fusée indonésienne à 3 étages. |